# Carmen Fiallos Tabora
Carmen Fiallos Tábora fue una maestra e investigadora hondureña, su obra cumbre más notable es "Los Municipios de Honduras" (1989), en la cual basa la fecha de fundación de todos los municipios que conforman la república de Honduras.

## Vida
Carmen Fiallos Tábora nació en la ciudad de Santa Rosa de Copán en 1925, en el seno de una familia tradicional copaneca y católica, siendo hija de José Trinidad Fiallos Guevara y Carmen Tábora Guirst, fue educada en las aulas del Instituto María Auxiliadora donde obtuvo su secundaria, el magisterio y Perito Mercantil y Contador Público. Seguidamente obtuvo educación superior en la Universidad Nacional de Honduras y especializaciones en las repúblicas de México, Panamá, Costa Rica y El Salvador.
La profesora Carmen Fiallos laboró en la Dirección General de Estadísticas y Censos de Honduras, lugar al cual llegó a renovar la administración de la dirección municipal de Honduras, según acorde al siglo XX. Entre otros, fue columnista de Diario La Tribuna y del Semanario católico Fides además como ferviente católica además fue miembro de la Legión de María y Ministra de la Eucarístia.

## Obras publicadas
Entre sus trabajos se encuentran obras investigativas que reúnen valor histórico, folclórico y cultural.
- Censo de Población y Vivienda 1791 - 1974, (1978)
- Honduras Histórica y Geográfica, (1980)
- Conozca a Honduras (1982)
- La Estadística en Honduras (1984)
- Los Municipios de Honduras (1989)
- Nuestra América (1992)
- Monografía de la ciudad de La Ceiba, Atlántida
- Monografía de la ciudad de El Progreso, Yoro
- Monografía de Antonio R. Vallejo
- Monografía Juan Ramón Molina
- Monografía del padre Manuel de Jesús Subirana
- Monografía del padre José Trinidad Reyes
- Monografía del general José Trinidad Cabañas

## Membresías
- Academia de Geografía e Historia de Honduras
- Instituto Morazánico
- Instituto Juan Ramón Molina
- Instituto Hondureño de Cultura Hispánica
- Sociedad Literaria de Honduras
- Sociedad de Escritores de Honduras
- Mesa Redonda de Honduras
- Círculo de Amigas de la Comunidad

## Reconocimientos
Le fue otorgado sendos reconocimientos por su trabajos, entre otras instituciones, la Dirección General de Estadística y Censos de Honduras, las Alcaldías Municipales de Tegucigalpa y San Pedro Sula, la Universidad Nacional Autónoma de Honduras, Círculo de Amigos de la Comunidad, de la Mesa Redonda Panamericana y como personaje anual del Semanario Católico FIDES.